# Cicones rufosignatus
Cicones rufosignatus là một loài bọ cánh cứng trong họ Zopheridae. Loài này được Sasaji miêu tả khoa học năm 1984.